# TT151
TT151 (Theban Tomb 151) è la sigla che identifica una delle Tombe dei Nobili ubicate nell’area della cosiddetta Necropoli Tebana, sulla sponda occidentale del Nilo dinanzi alla città di Luxor, in Egitto. Destinata a sepolture di nobili e funzionari connessi alle case regnanti, specie del Nuovo Regno, l'area venne sfruttata, come necropoli, fin dall'Antico Regno e, successivamente, sino al periodo Saitico (con la XXVI dinastia) e Tolemaico.

## Titolare
TT151 era la tomba di:
| Titolare | Titolo                                                                                                   | Necropoli       | Dinastia/Periodo               | Note                                        |
| -------- | --- | --------------- | ------------------------------ | ------------------------------------------- |
| Hety     | Scriba del censimento del bestiame della Divina Sposa di Amon; Amministratore della Divina Sposa di Amon | Dra Abu el-Naga | XVIII dinastia (Thutmosi IV ?) | versante nord del wadi; a ovest della TT150 |

## Biografia
Nebnufer, Contabile del bestiame della Divina Sposa di Amon, fu suo padre; Men sua madre. Nefertere fu sua moglie.

## La tomba
TT151 si presenta, planimetricamente, con struttura a "T" rovesciata, tipica delle sepolture del periodo, non simmetrica; un breve corridoio dà accesso a una sala trasversale in cui (1 in planimetria) su due registri sovrapposti il defunto e la moglie e alcuni portatori di offerte; sulla parete opposta (2), su quattro registri, il censimento del bestiame, la cattura di alcuni tori, e la preparazione del foraggio per il bestiame negli stalli. Oltre la porta, che adduce alla sala perpendicolare alla precedente, offertorio del defunto e della moglie ai propri genitori e un uomo a sua volta offerente al defunto; sulla parete opposta (3) resti di testi relativi a liste di offerte e il defunto e la moglie in offertorio.
Un altro corridoio (5), sulle cui pareti il defunto e testi dedicati ai quattro Figli di Horo, immette alla sala, perpendicolare alla precedente, sulle cui pareti sono rappresentate (6-7), su due registri, preti che offrono abiti e torce al defunto e alla moglie, e sei navi di cui tre in navigazione; al termine della pittura parietale, Anubi. Sulla parete opposta (8) la processione funeraria con il traino del sarcofago e preti in atto di offrire libagioni in presenza di prefiche e portatori di suppellettili funebri. Sulla parete di fondo (9) Osiride riceve le offerte.

### Annotazioni
1. ↑  La numerazione dei locali e delle pareti segue quella di Porter e Moss 1927, p. 256.
2. ↑  La prima numerazione delle tombe, dalla numero 1 alla 253, risale al 1913 con l’edizione del "Topographical Catalogue of the Private Tombs of Thebes" di Alan Gardiner e Arthur Weigall. Le tombe erano numerate in ordine di scoperta e non geografico; ugualmente in ordine cronologico di scoperta sono le tombe dalla 253 in poi.
3. ↑  I campi della Duat, ovvero l'aldilà egizio, si trovavano, secondo le credenze, proprio sulla riva occidentale del grande fiume.
4. ↑  Nella sua epoca di utilizzo, l'area era nota come "Quella di fronte al suo Signore" (con riferimento alla riva orientale, dove si trovavano le strutture dei Palazzi di residenza dei re e i templi dei principali dei) o, più semplicemente, "Occidente di Tebe".
5. ↑  le Tombe dei Nobili, benché raggruppate in un'unica area, sono di fatto distribuite su più necropoli distinte.
6. ↑  Le note, sovente di inquadramento topografico della tomba, sono tratte dal "Topographical Catalogue" di Gardiner e Weigall, ed. 1913 e fanno perciò riferimento alla situazione dell'epoca.

### Fonti
1. ↑  Gardiner e Weigall 1913.
2. ↑  Donadoni 1999,  p. 115.
3. ↑  Gardiner e Weigall 1913, p. 30.
4. 1 2  Porter e Moss 1927,  p. 261.
5. ↑  Gardiner e Weigall 1913, pp. 28-29.
6. ↑  Porter e Moss 1927,  pp. 261-262.